# Tursi
Tursi es una población italiana de la provincia de Matera en la región de Basilicata (40° 15' N - 16° 28' E). Linda con las localidades de Colobraro, Montalbano Jonico, Policoro, Rotondella, Sant'Arcangelo (PZ), Scanzano Jonico y Stigliano

## Evolución demográfica
| Gráfica de evolución demográfica de Tursi entre 1861 y 2008 |
|                                                             |
| Fuente ISTAT - elaboración gráfica de Wikipedia             |